# Perú en la Antártida

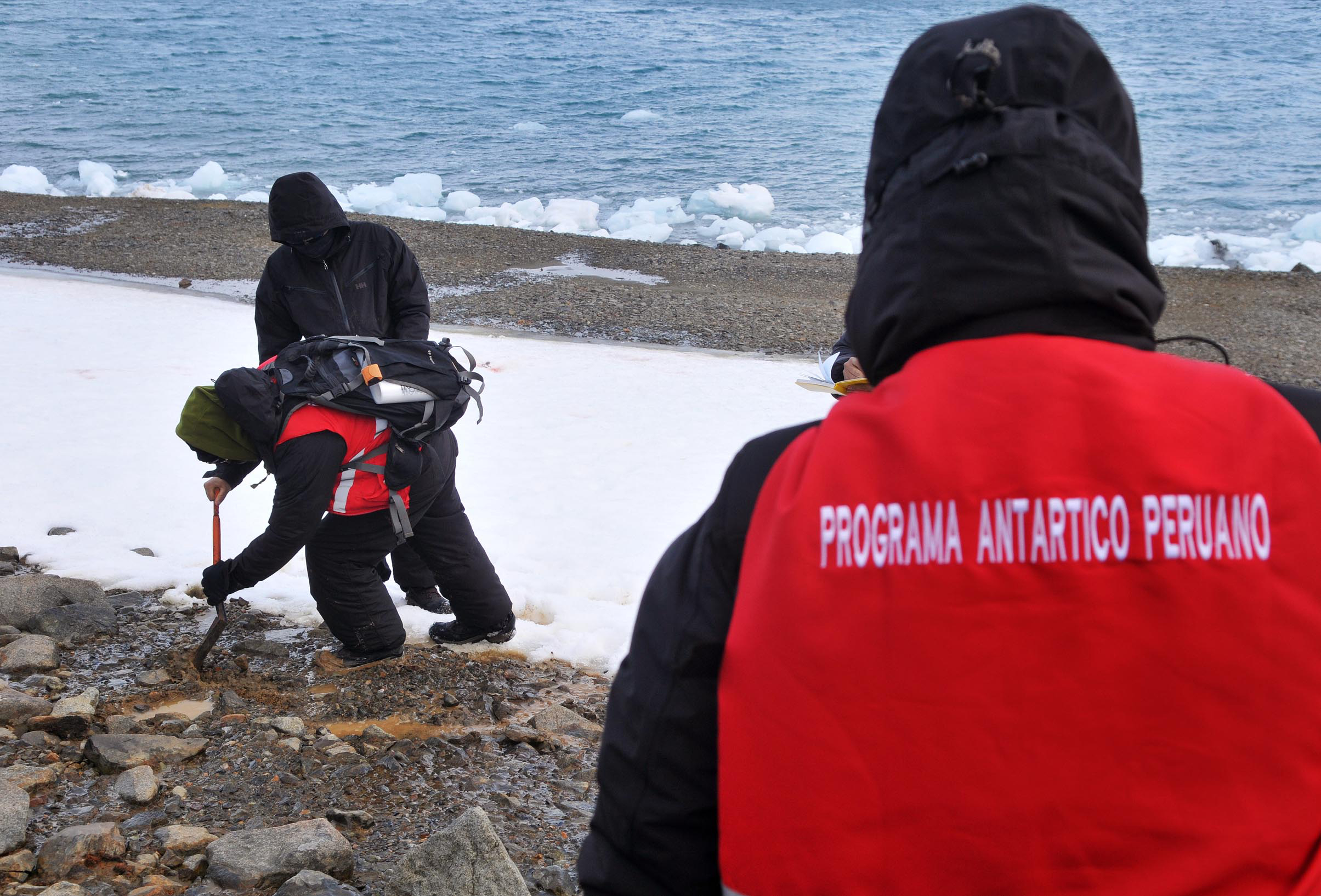
Expedicionarios peruanos en la Antártida en enero de 2015.

Perú es miembro consultivo del Tratado Antártico y mantiene la base Machu Picchu en la isla Rey Jorge (o isla 25 de Mayo) de las Shetland del Sur. Anualmente se organizan y realizan expediciones científicas.

## Antecedentes de la relación peruana con la Antártida
En 1567 el gobernador del virreinato del Perú, Lope García de Castro, encargó a su sobrino Álvaro de Mendaña la primera expedición al sur del océano Pacífico en busca de la llamada Terra Australis Incognita. La expedición partió desde el puerto del Callao el 20 de noviembre de 1567.
En 1600 el virrey del Perú, Luis de Velasco y Castilla, encargó a su primo hermano Gabriel de Castilla una expedición para enfrentar a piratas holandeses. Gabriel de Castilla fue nombrado «General del Callao» y comandó la Armada del Mar del Sur. Sobre esta expedición relató el marinero holandés Laurenz Claesz que él había navegado «bajo el Almirante don Gabriel de Castilla con tres barcos a lo largo de las costas de Chile hacia Valparaíso, i desde allí hacia el estrecho, en el año de 1603; i estuvo en marzo en los 64 grados i allí tuvieron mucha nieve. En el siguiente mes de abril regresaron de nuevo a las costas de Chile». Otro documento holandés, publicado en Ámsterdam en tres idiomas en 1622 afirma que a los 64° S había tierra: «muy alta y montañosa, cubierta de nieve, como el país de Noruega, toda blanca, que parecía extenderse hasta las islas Salomón». Las tierras avistadas serían las islas Shetland del Sur.

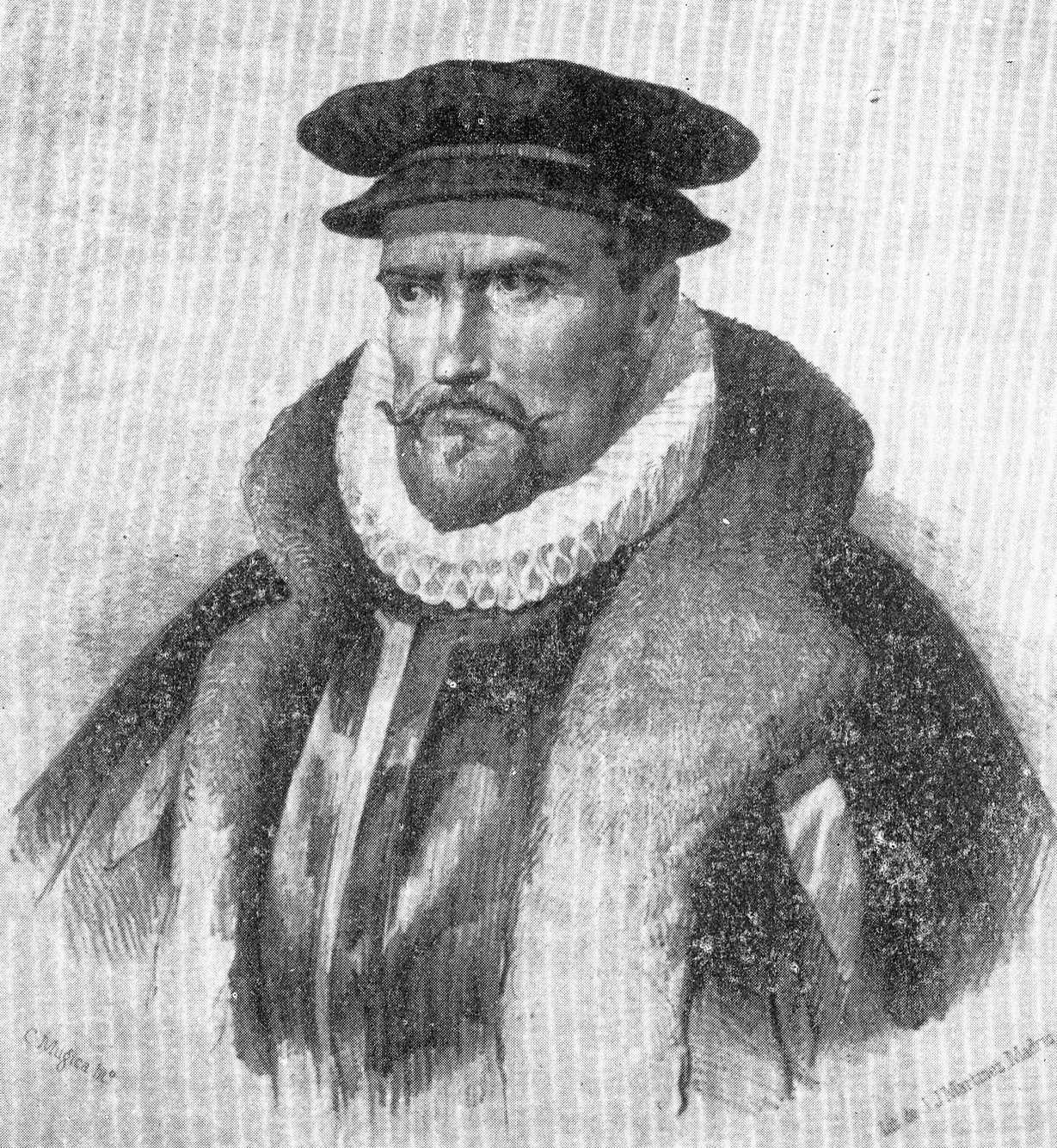
Retrato de Pedro Fernández de Quirós.

En 1605 el virrey del Perú, Gaspar de Zúñiga y Acevedo, encargó al navegante Pedro Fernández de Quirós la tercera expedición que navega hacia el sur del continente, en busca de Terra Australis Incognita. En 1606 tomó posesión de todas las tierras que descubrió con el nombre de «Australia del Espíritu Santo» (hoy Vanuatu) y aquellas que se descubrieran «hasta el polo», lo que relató en el «Memorial sobre el descubrimiento que hizo en 1606 de las tierras incógnitas australes a los 15° y 20' del polo antartico» y en el «Sumario breve de la relación del viaje que hizo el capitán Quiroz en el descubrimiento de las tierras incógnitas de la parte austral del mar del Sur, que salió del Perú, por fin el año 1605».
Por otra lado, el escritor Miguel de Cervantes escribió en 1615, en el Canto de Caliope, que: «De la región Antartica podría eternizar ingenios soberanos, que si riquezas hoy sustenta y cría también entendimientos sobrehumanos: mostrarlo puedo en muchos este dia, y en dos os quiero dar llenas las manos, uno de nueva España y nuevo Apolo; del Perú el otro; un sol único y solo».
El 4 de noviembre de 1780 se inició la sublevación de José Gabriel Condorcanqui, adoptando el nombre de Túpac Amaru II, en honor de su antepasado el último Inca de Vilcabamba. Túpac Amaru II jura con el siguiente bando de coronación:

...Don José Primero, por la gracia de Dios rey del Perú. Santa Fe, Quito, Chile, Buenos Aires y Continentes de los Mares del Sur, Duque de la Superlativa, Señor de los Césares y Amazonas con dominio en el Gran Paititi, Comisario Distribuidor de la Piedad Divina, etc...
Bando de coronación del Inca Rey Túpac Amaru II.

Alberto Ruiz Eldredge identifica que Túpac Amaru se proclama soberano de todo el Virreinato del Perú, así como de la Antártida, un continente del mar del Sur.

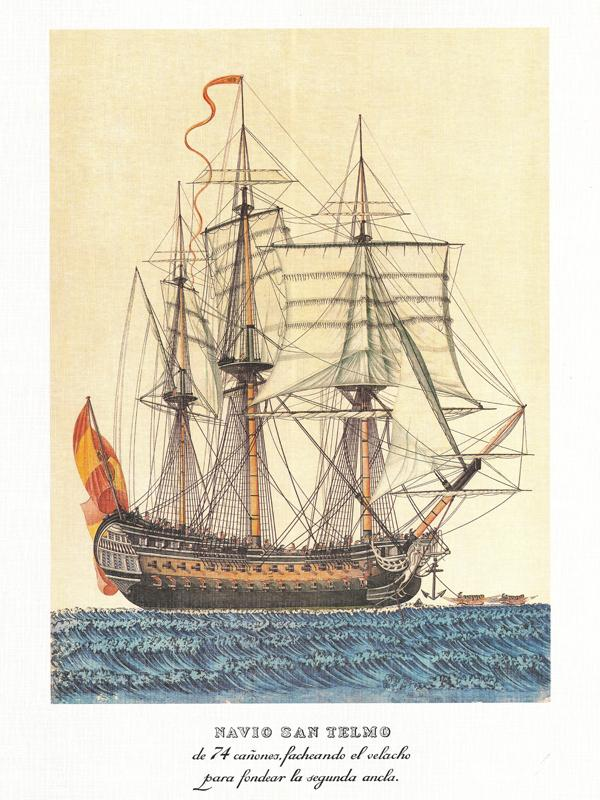
Navío San Telmo, por Alejo Berlinguero, Museo Naval de Madrid.

En 1819 el brigadier limeño de la Real Armada Española Rosendo Porlier y Asteguieta al mando de la nave San Telmo en una expedición con destino al Callao, naufragó posiblemente en una de las islas Shetland del Sur. En 1825 el marino inglés James Weddell relataba en su diario que «Fueron hallados varios restos de un naufragio en las islas del oeste, aparentemente del escantillón de un buque de 74 cañones, lo que hace muy probable que estos sean los restos de un buque de guerra español de esa categoría que ha estado perdido desde 1819, cuando iba de paso a Lima».
En 1891 Luis Carranza, presidente de la Sociedad Geográfica de Lima publicó el artículo La Corriente Polar Antártica.
En 1948 el gobierno de Chile inauguró la Base General Bernardo O'Higgins, provocando fuertes declaraciones del Reino Unido que pretende la soberanía de la Antártida. Tras ello, el periódico peruano El Comercio apoyó las actividades chilenas y declaró el 19 de febrero de ese año que cualquier intento británico de apoderarse de áreas reclamadas por Chile serían consideradas «una agresión» a América por el Tratado Interamericano de Asistencia Recíproca.
Gonzalo Fernández Puyó, diplomático peruano, indicó que Perú debía tener un sector soberano en la Antártida, basándose en los reclamos chilenos y argentinos de la continuidad geográfica del continente americano, como así también en los relatos de los viajes de Pedro Fernández de Quirós. Fernández Puyó sugirió tres posibles soluciones para resolver la cuestión antártica: un condominio plurar, la aplicación de la teoría de los sectores polares o establecer un condominio chileno-peruano entre las latitudes 77° O y 90° O.
En 1950, el comandante peruano Edmundo Rey Rivero defendió públicamente la teoría de los sectores polares para que Perú lo aplique. En 1957, Manuel Medina Paredes escribió una tesis en la Universidad Nacional Mayor de San Marcos de Lima sobre los derechos peruanos a un sector antártico.
Por iniciativa de la Marina de Guerra del Perú, varios marinos peruanos integraron expediciones que visitaron la Antártida. En 1961 el teniente peruano Juan Soria participó de la campaña antártica chilena de ese año y en 1972 el ingeniero peruano Jorge Vásquez, integró una expedición antártica de Alemania. También participaron peruanos en expediciones de Argentina, Brasil, Estados Unidos y Nueva Zelanda.

## Tratado Antártico
El Perú es miembro consultivo (país adherente consultivo) del Tratado Antártico de 1959, con voz y voto en la toma de todas las decisiones vinculadas al espacio austral.
Se adhirió al tratado el 10 de abril de 1981, durante la XI Reunión Consultiva de Buenos Aires. En esa oportunidad reconoció al Tratado Antártico como el único instrumento jurídico válido y creador de derecho internacional sobre la Antártida. El Perú, al adherirse al Tratado, hizo una reserva de sus derechos de territorio amparándose en el principio de defrontación e influencia antártica en su clima, ecología y biología marina, aduciendo, además continuidad geológica y vínculos históricos. La adhesión al tratado fue aprobada por el Congreso Peruano mediante la Resolución Legislativa N.º 23307 del 4 de noviembre del mismo año.
El 14 de enero de 1998, Perú adhirió al Protocolo al Tratado Antártico sobre Protección del Medio Ambiente (también conocido como el Protocolo de Madrid), mediante el decreto ley número 25950, ratificando el tratado y sus cinco anexos.

### Exposición de derechos peruanos
En 1976 la Sociedad Geográfica de Lima postuló que el Perú tenía derecho al sector de la Antártida entre los meridianos 81°20′ O (correspondiente a punta Balcones) y 75°40′ O (correspondiente a playa la Rinconada Sur). Se aplicaba así una forma modificada de la teoría de la defrontación sin tener en cuenta la proyección chilena de las islas de Juan Fernández. Esta iniciativa llevó a que el 3 de mayo de 1979 la Asamblea Constituyente del Perú aprobara la declaración:

La Asamblea Constituyente declara que el Perú, país del hemisferio austral, vinculado a la Antártida por costas que se proyectan hacia ella, así como por factores ecológicos y antecedentes históricos, propicia la vigencia de un régimen internacional que, sin desmedro de los derechos que corresponden a la Nación, asegure, en beneficio de toda la humanidad, la racional y equitativa explotación de los recursos de dicho continente.

En 1981 el director del Instituto Peruano de Estudios Antárticos, Luis Vilchez Lara, hizo una declaración a la prensa expresando su opinión de que el Perú tiene derecho a un sector antártico de 600 000 km² entre los meridianos 84° y 90° de Longitud Oeste y hasta el Polo Sur. Vilchez Lara fundamentó su opinión en la teoría del condominio plural de Fauchille y a la aplicación del principio del uti possidetis.
En 1989 Perú fundó la Base Machu Picchu y adquirió el estatus de miembro consultivo del Tratado Antártico.
En 1993 la Asamblea Constituyente amplió la declaración de 1979:

EL CONGRESO CONSTITUYENTE DEMOCRÁTICO DECLARA que el Perú, país del hemisferio austral, vinculado a la Antártida por costas que se proyectan hacia ella, así como por factores ecológicos y antecedentes históricos, y conforme con los derechos y obligaciones que tiene como parte consultiva del Tratado Antártico, propicia la conservación de la Antártida como una Zona de Paz dedicada a la investigación científica, y la vigencia de un régimen internacional que, sin desmedro de los derechos que corresponden a la Nación, promueva en beneficio de toda la humanidad la racional y equitativa explotación de los recursos de la Antártida, y asegure la protección y conservación del ecosistema de dicho Continente.

De acuerdo a la teoría de la defrontación, planteada en Brasil en 1956 por la geopolítica Therezinha de Castro, al Perú le correspondería territorio antártico desde los 81°19′49″ O hasta los 80°50′15″ O, considerando la isla Alejandro Selkirk en las islas Juan Fernández de Chile.

## Organismos peruanos

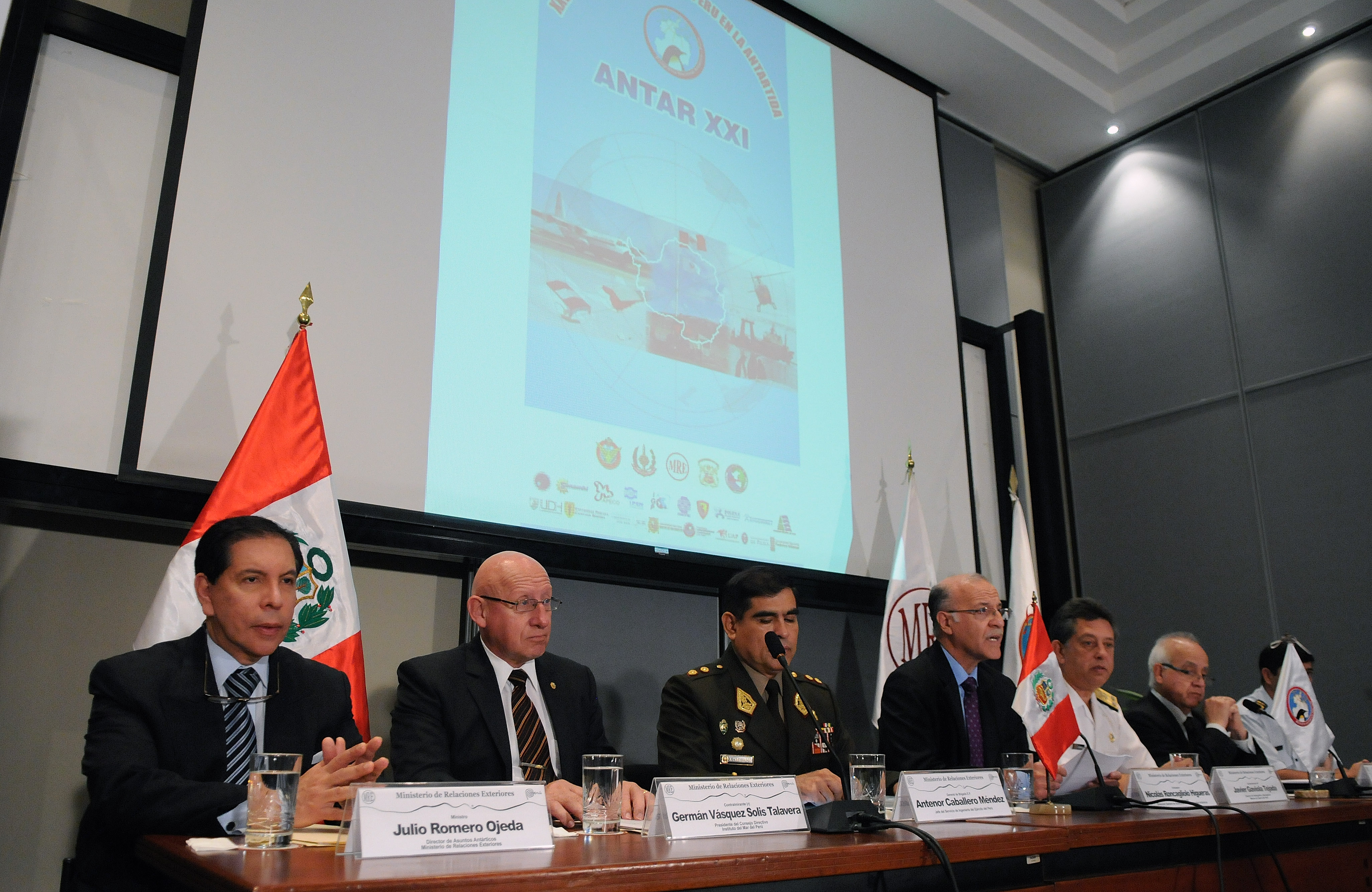
El director general de Soberanía, Límites y Asuntos Antárticos de la Cancillería peruana, Embajador Nicolás Roncagliolo, ofreció una conferencia de prensa junto a los representantes de la Dirección de Hidrografía y Navegación, Fuerza Aérea del Perú, la Compañía de Operaciones del Ejército del Perú e IMARPE, para anunciar la realización de la XXI Expedición Científica Peruana a la Antártida (ANTAR XXI) en 2012.

La Comisión Nacional de Asuntos Antárticos (CONAAN) fue creada el 11 de julio de 1983, mediante el Decreto Supremo 9-83-RE. Se trató de un organismo técnico conformado por varios sectores de la administración pública peruana, encargado de asesorar al gobierno en temas antárticos tanto en los aspectos jurídicos y políticos, como en los económicos, científicos y técnicos. Principalmente se encargó de la redacción y de la ejecución de la política antártica del Perú y del programa antártico peruano. El CONAAN estaba dividido en dos subcomisiones, una científica y otra logística.
La razón fundamental de la comisión obedeció al objetivo nacional de asegurar la presencia peruana en la Antártida, apuntando también a la protección y conservación de su ambiente. El 7 de octubre de 1987, el gobierno peruano aprobó el Decreto Supremo número 009-87/RE, estableciendo la política nacional del Perú respecto a la Antártida, a través de una propuesta de la CONAAN. El 28 de febrero de 2002, la CONAAN presentó una reforma y actualización de la política antártica peruana, siendo aprobada mediante el Decreto Supremo N.º 016-2002-RE, que estableció cuatro principales políticas con el objetivo de consolidar «la presencia activa y permanente del Perú en la Antártida y de su status de Parte Consultiva del Tratado Antártico».

1. Perfeccionar y adecuar la actual institucionalidad del Estado en materia de asuntos antárticos a los avances logrados en la última década.
2. Promover la participación de las instituciones del Estado y de la sociedad civil en general, en la difusión de la importancia de la Antártida para el país y en la formación de una conciencia nacional antártica.
 3. Promover la investigación científica nacional con niveles de excelencia orientada a la profundización del conocimiento antártico en sus aspectos teóricos y prácticos, en disciplinas que, vinculadas a las grandes tendencias, concentran la atención de la comunidad científica internacional y son de interés prioritario para el Perú.
4. Contar con infraestructura y equipamiento adecuados para posibilitar la presencia activa y permanente del Perú en la Antártida y en apoyo de las actividades científicas.

El 20 de noviembre de 2002 se publicó en el diario oficial El Peruano la Ley N.º 27870, aprobada por el Congreso y promulgada por el presidente de la República, que reestructuró la CONAAN, constituyéndola en el Instituto Antártico Peruano (INANPE) como un organismo descentralizado con personería jurídica de derecho público interno y autonomía científica, técnica, funcional, económica y administrativa, dependiente sectorialmente del Ministerio de Relaciones Exteriores para salvaguardar los intereses peruanos en la Antártda. La creación del INANPE fue propuesta por la CONAAN tras presentar la política antártica de Perú.
El Instituto Antártico Peruano se convirtió en el ente rector encargado de formular, coordinar, conducir y supervisar en forma integral la política nacional antártica, en cuyo marco se realizan todas las actividades que las entidades de los sectores público y privado realicen en la Antártida. Sus objetivos y actividades se establecieron en los dos primeros artículos de la Ley N.º 27870.
El Ministerio de Relaciones Exteriores de Perú posee la Dirección General de Soberanía, Límites y Asuntos Antárticos, responsable de las acciones vinculadas al ejercicio de los derechos de soberanía territorial, marítima, aérea y del espacio de Perú, incluyendo la Antártida. La misión de la Sección de Asuntos Antárticos «es promover y asegurar la presencia activa y permanente del Perú en la Antártida, así como a mantener su estatus en el Tratado Antártico». Además, organiza las expediciones e investigaciones científicas para preservar el ecosistema antártico.

## Base científica y expediciones

Isla Rey Jorge, con la base MachuPicchu.

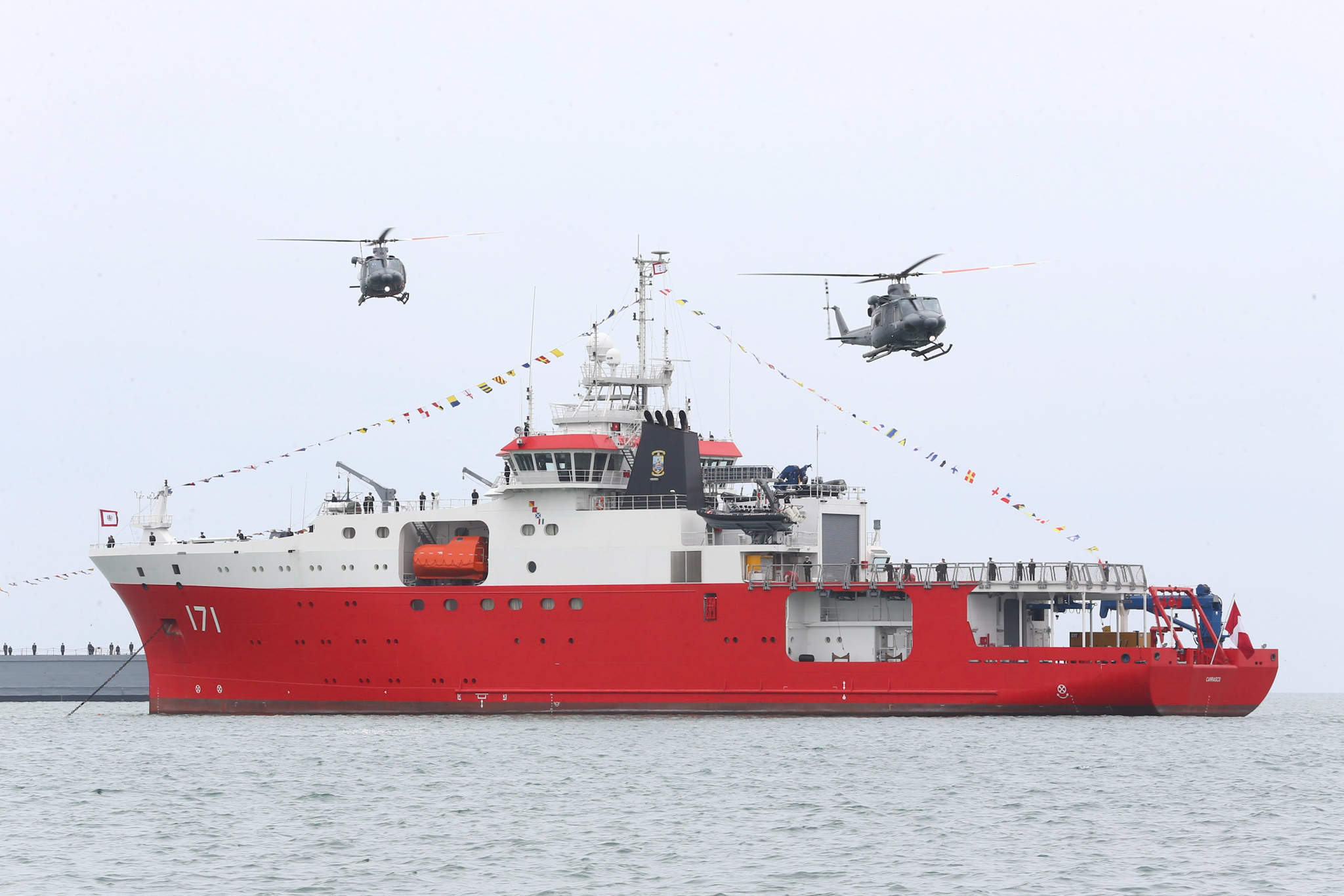
El BAP Carrasco en Callao.

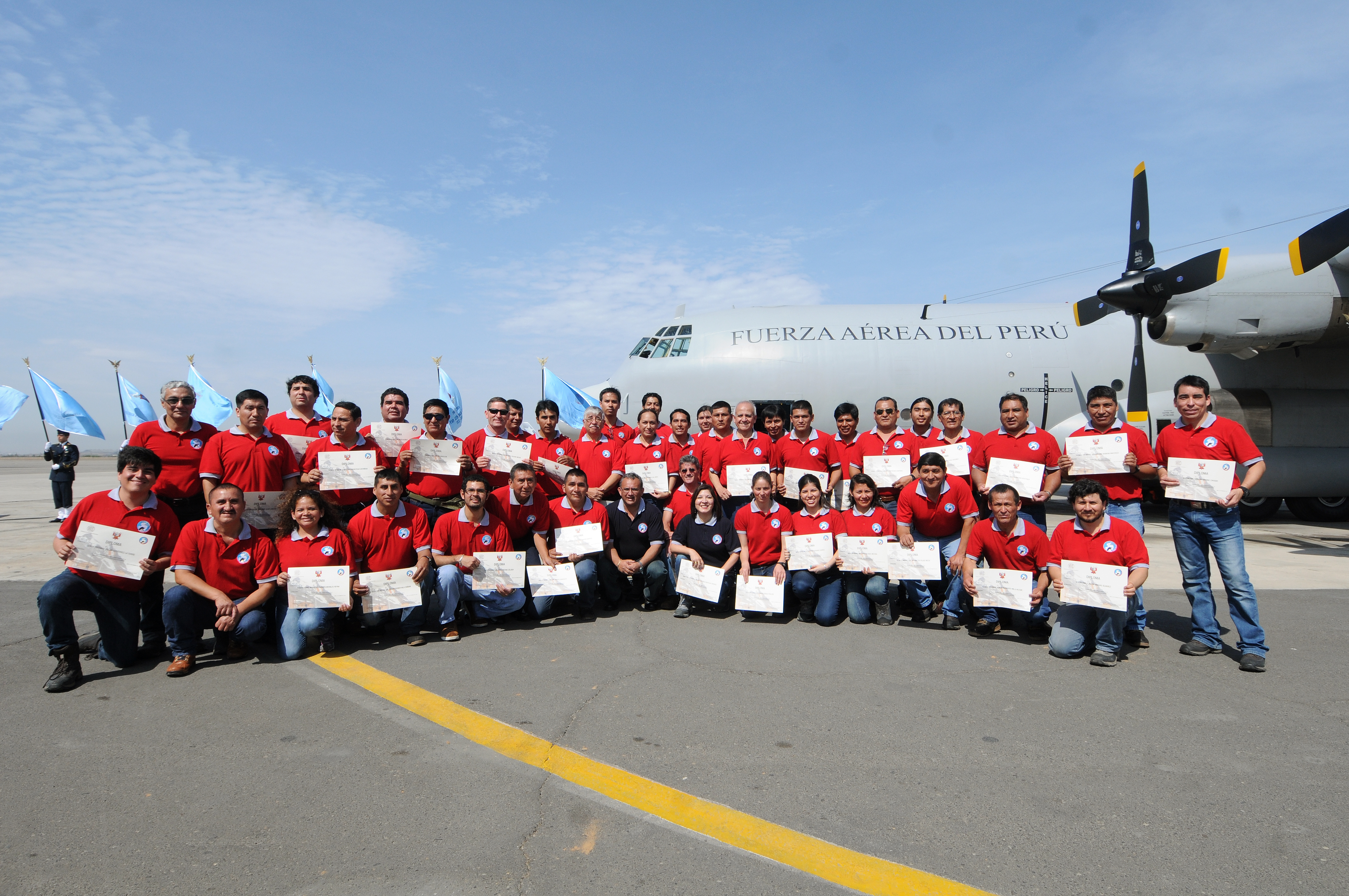
Ceremonia de recepción de la expedición ANTAR XXIII en febrero de 2015.

El Perú realiza anualmente expediciones científicas a ese continente. La primera Expedición Peruana a la Antártida fue en 1988, encargada de explorar la isla Rey Jorge/25 de Mayo (dejando una placa recordatoria), y la segunda al año siguiente, que se dedicó a construir la base Machu Picchu. Las expediciones se retomaron en 1991, manteniéndose hasta la actualidad con el nombre de ANTAR. La misión más reciente fue la ANTAR XXV, llevada a cabo entre enero y febrero de 2017, que realizó estudios biológicos, geofísicos, meteorologíos, hidrologíos del medio ambiente de las Shetland del Sur con la finalidad de promover su conocimiento y proteger el ecosistema.
En las expediciones ANTAR se han realizado estudios oceanográficos, hidrográficos, de biología marina, glaciológicos, de paleontología antártica, paleoclimáticos, geológicos, meteorológicos, astronómicos, biológicos, de tecnología satelital aplicada a investigaciones y sobre el uso de energías alternativas en el continente antártico, entre otros. Las campañas se han llevado a cabo por el Ministerio de Defensa.
Perú también mantiene una base de investigación científica, llamada Base Machu Picchu, instalada en la isla Rey Jorge, en la bahía del Almirantazgo. Es una base antártica de verano que funciona entre diciembre y marzo. En esta base, se desarrollan diversos proyectos científicos como las investigaciones sobre el krill y sus posibilidades como alternativa para la alimentación humana, proyectos geológicos, biológicos, hidrográficos y geofísicos, en el marco del Tratado. Se instaló en la base un radar para medir los vientos en las capas más altas de la atmósfera. Esto proporciona información sobre el deterioro de la capa de ozono. 
Por ser un continente de invalorable importancia estratégica, ecológica y económica, el Perú tiene interés en que permanezca como una zona de paz, desmilitarizada y desnuclearizada y que se preserve su ambiente por su relación con el clima peruano. Sus frías aguas son fundamentales para el Perú, ya que allí se origina la corriente de Humboldt.
En el año 2000, el capitán Wolker Lozada Maldonado de la Fuerza Aérea Peruana permaneció diez meses en la Base Henryk Arctowski de Polonia en la isla Rey Jorge/25 de Mayo. Lozada Maldonado participó en calidad de científico invitado gracias a un acuerdo de cooperación antártica entre ambos países. Durante su estadía realizó investigaciones sobre la climatología y la atmósfera antártica.
En noviembre de 2005, cumpliendo el Protocolo de Madrid, se llevó a cabo un estudio ambiental y de mejoramiento operativo de la base Machu Picchu, instalándose un incinerador y una máquina compactadora para los residuos sólidos generados. Esto, además de la instalación del laboratorio y de la ampliación del módulo de vivienda, la realizó personal de la Compañía de Operaciones Antárticas (Unidad del Ejército de Perú, encargada de la parte logística y administrativa en la Estación Antártica Peruana), durante el verano austral 2005-2006.
En febrero de 2013, el presidente Ollanta Humala visitó la base Machu Picchu, convirtiéndose en el primer presidente del Perú que ha hecho un acto de presencia en la Antártida. El motivo del viaje fue el 25 aniversario de la presencia peruana en la Antártida. Previo al viaje y por malas condiciones meteorológicas, Humala debió pasar unos días en la ciudad argentina de Ushuaia. Desde 2013, el gobierno peruano reactivó el Instituto  Antártico Peruano y recuperó la operatividad del BIC Humboldt, además de promover activamente la participación del Perú en asuntos antárticos.
La 22° campaña antártica del Perú (ANTAR XXII) se llevó a cabo entre diciembre de 2013 y mayo de 2014. Allí se realizaron estudios de los ecosistemas del Estrecho de Bransfield y alrededores de la Isla Elefante y la factibilidad del proyecto de glaciología en Punta Crepín en las Shetland del Sur. Además, se realizaron estios técnicos para fortalecer la infraestructura peruana en la Antártida.
En agosto de 2014, la Cancillería del Perú y la Cancillería de Argentina, llevaron a cabo una reunión en Lima donde acordaron trabajar en conjunto para fortalecer la cooperación tecnológica y científica en los proyectos de investigación que ambos países desarrollan en la Antártida. Representando a la Argentina participaron los titulares de la Dirección Nacional del Antártico y del Instituto Antártico Argentino.
El mantenimiento, logística y transporte de personal a la base Macchu Picchu lo realizó desde 1988 el buque de investigación científica BIC Humboldt, del Instituto del Mar del Perú, habiendo cumplido más de 20 expediciones científicas a la Antártida. Sin embargo, a partir de la expedición ANTAR XXV que se inició el año 2017 el Humboldt fue reemplazado por el buque oceanográfico con capacidades polares BAP Carrasco que el gobierno peruano adquirió para esta finalidad.